# Pear Cider and Cigarettes
Pear Cider and Cigarettes ist ein kanadischer animierter Kurzfilm aus dem Jahr 2016. Regie führte Robert Valley, Cara Speller war Produzentin. Der Film basiert auf einer wahren Geschichte.

## Handlung
Techno Stypes hat ein hartes Leben und ist seit Kindestagen der beste Freund Roberts. Über die Jahre hinweg war Robert von Technos Fähigkeiten erstaunt, sich selbst zu verletzen. Als Techno eines Tages in China ins Krankenhaus eingeliefert wurde, um auf eine Lebertransplation zu warten, machte sich Robert auf eine abenteuerliche Reise um ihn zurück nach Vancouver zu holen.

## Auszeichnungen
| Pries          | Tag der Preisverleihung | Kategorie                        | Empfänger                                             | Ergebnis  | Einzelnachweise |
| -------------- | ----------------------- | -------------------------------- | ----------------------------------------------------- | --------- | --------------- |
| Academy Awards | 26. Februar 2017        | Best Animated Short Film         | Robert Valley und Cara Speller                        | Nominiert | [ 5 ]           |
| Annie Awards   | Februar 2017            | Best Animated Special Production | Massive Swerve Studios und Passion Pictures Animation | Gewonnen  | [ 6 ]           |